# Mosquits
S'anomena mosquit o moscard, i els més locals si bé normatius cuïc, rantell, rantella/randella, marfull nombroses espècies de dípters del subordre dels nematòcers, especialment les que tenen les antenes llargues amb molts segments, les potes llargues i primes i el cos esvelt. Com la major part de denominacions populars el terme mosquit es força imprecís i no té cap valor taxonòmic.

## Noms dialectals
Reben el nom de ranxola, rinxola, granxola, grinxola en empordanès i moixal(l) en septentrional.
Encaixen amb la definició de mosquits la majoria de les espècies de culícids, tipúlids, pticopteromorfs, blefaricèrids, flebotomins, cecidòmids, quironòmids, ceratopogònids, micetofílids i díxids.
Les femelles dels culícids, ceratopogònids i flebotomins xuclen sang (hematofàgia) d'altres animals, i actuen com a vectors de malalties infeccioses com ara la malària, la febre groga o la leishmaniosi, que causen la mort de milions de persones. De fet, hi ha científics que creuen que els mosquits són els animals més perillosos del planeta Terra.

## Detecció de víctimes
Els científics estan estudiant els senyals que porten l'insecte cap a la víctima. Pensen que hi ha senyals de llarg abast, que apropen el mosquit a uns pocs decímetres de l'animal. Els senyals de curt abast fan que el mosquit aterri a la pell. Els individus d'espècies hematòfagues detecten i ataquen les víctimes per la sensibilitat als gradients de temperatura, de concentració de diòxid de carboni i de substàncies odoríferes que es volatilitzen de la pell.

## Famílies
Algunes de les famílies més destacades designades genèricament com mosquits són:
- Culícids: els veritables mosquits. Les femelles són hematòfagues (s'alimenten de la sang d'altres animals), i per això són freqüents vectors de malalties infeccioses. Els mascles no s'alimenten de sang. Excepcionalment, les femelles d'un gènere de culícids, Toxorhynchites, no ingereixen sang i les seves larves són depredadores d'altres larves de mosquits.
- Picòdids, especialment la subfamília Phlebotominae, semblants als culícids, però més petits, les femelles són hematòfagues i transmeten la leishmaniosi.
- Quironòmids: s'assemblen als anteriors, però no s'alimenten de sang.
- Tipúlids: coneguts com a mosques grua o mosquits gegants, poden arribar a fer 7,5 cm d'envergadura; també són inofensius.
- Diverses famílies de l'infraordre Bibionomorpha.

Espècies diverses i imatges respectives
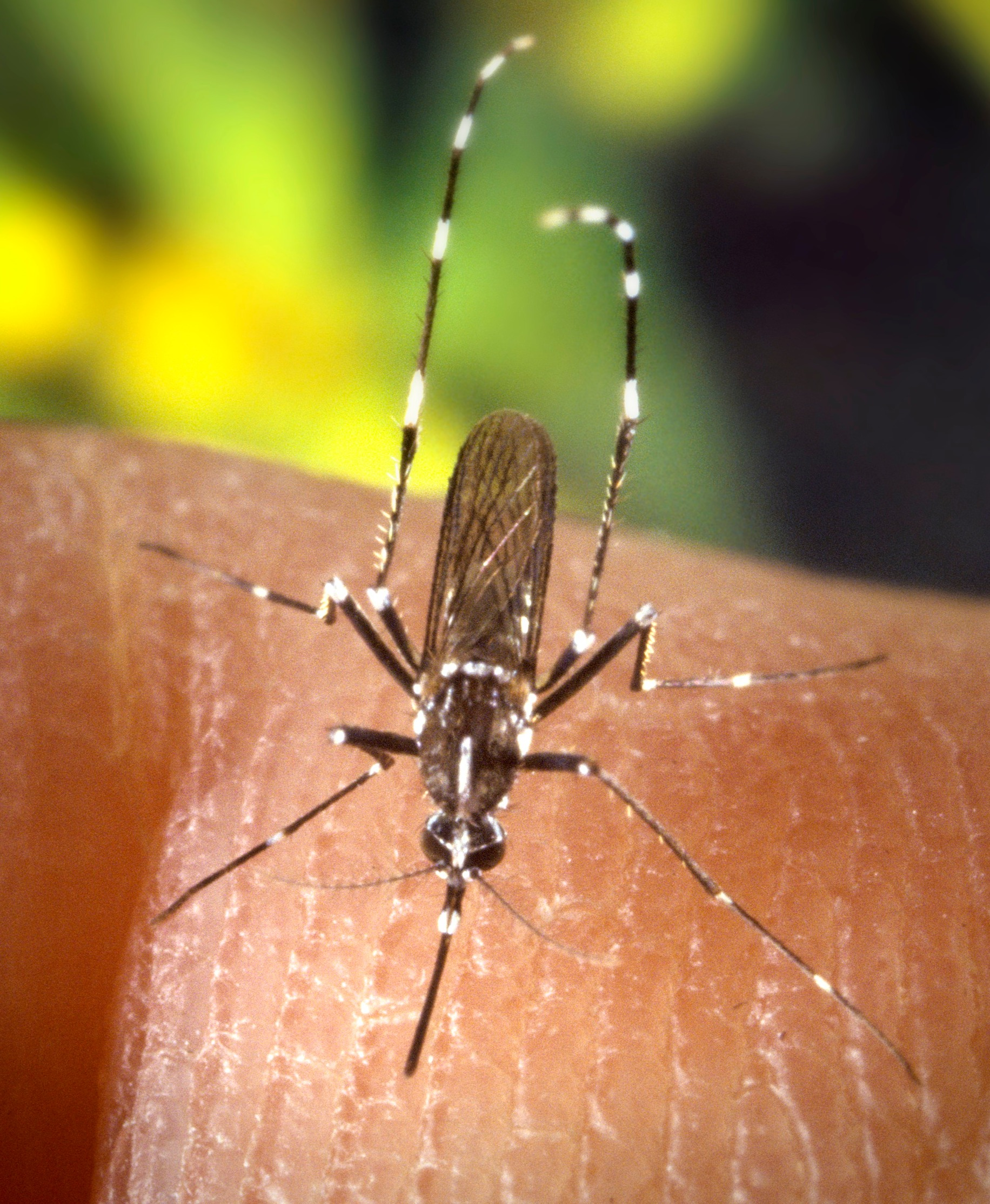
Aedes albopictus, el mosquit tigre, de la família Culicidae.
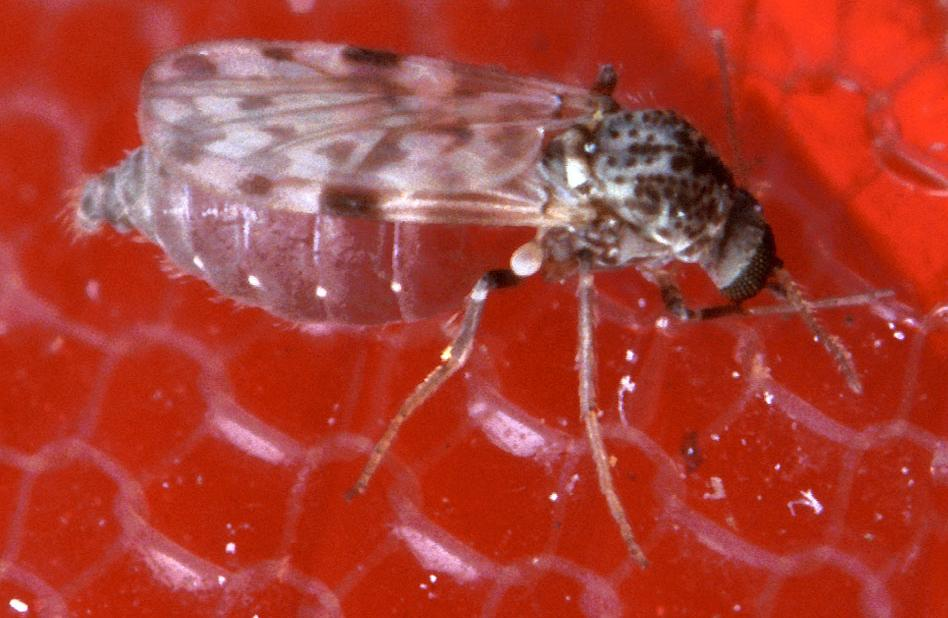
Culicoides sonorensis, un «mosquit» de la família Ceratopogonidae.
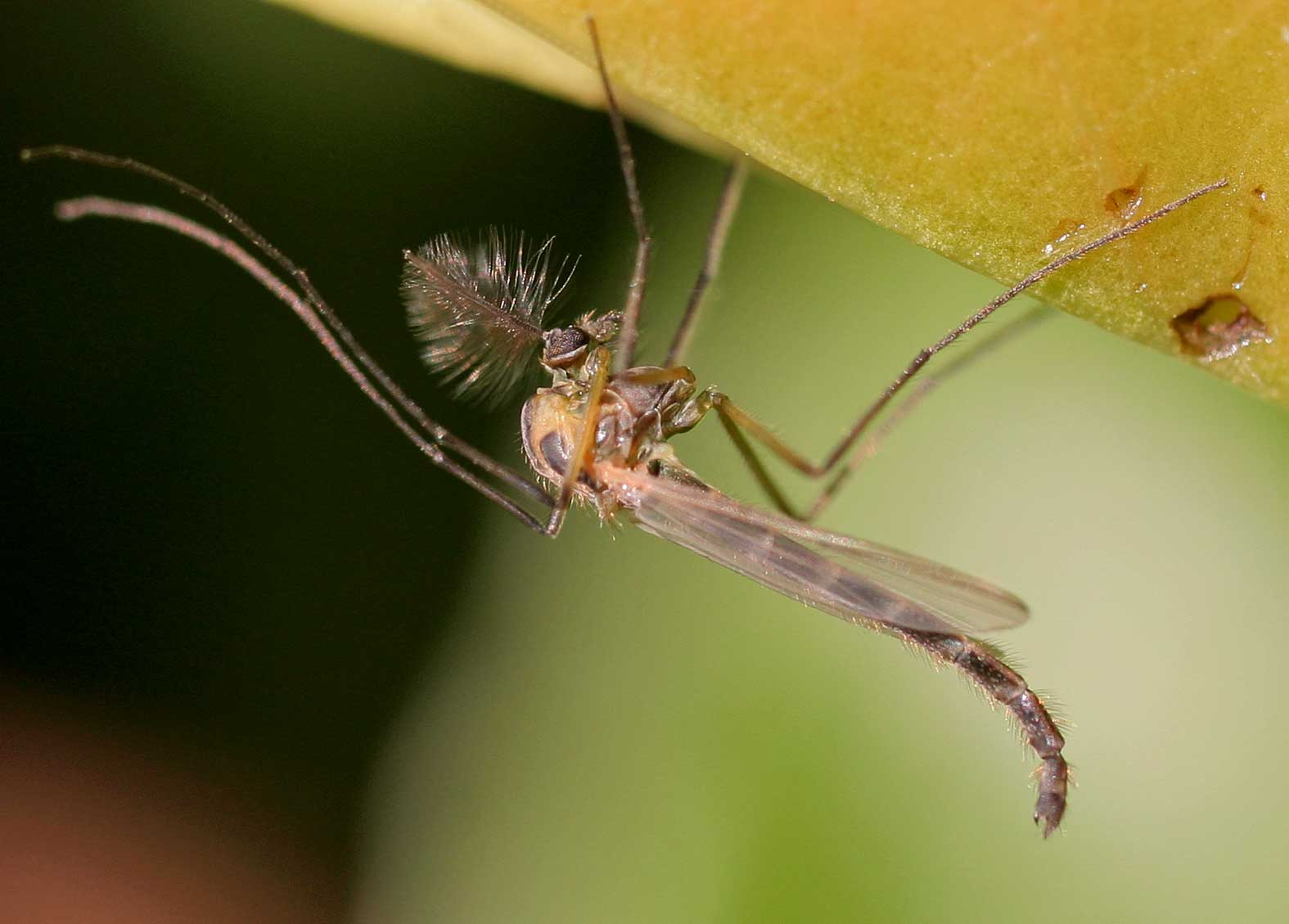
Chironomus plumosus, un «mosquit» de la família Chironomidae.
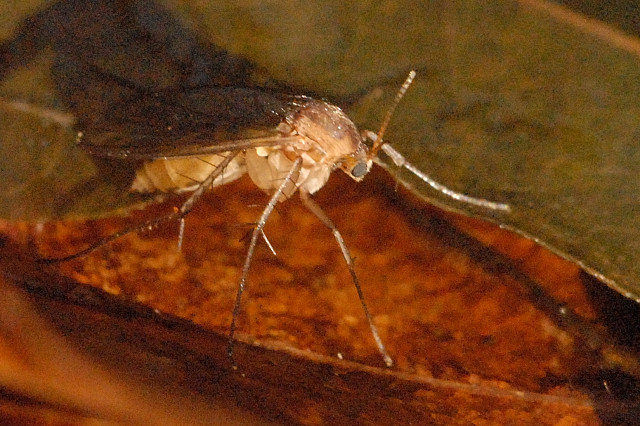
Mycetophila fungorum, un «mosquit» de la família Mycetophilidae.